# Антонівка (Чемеровецька селищна громада)
Анто́нівка — село в Україні, у Чемеровецькій селищній територіальній громаді Кам'янець-Подільського району Хмельницької області. 

## Географія
Антонівка розташована за 44 кілометрів від райцентру Кам’янця-Подільського. Через село проходить автомобільний шлях територіального значення Т 2308.

### Клімат
Антонівка знаходяться в межах вологого континентального клімату із теплим літом.

## Історія
З 1991 року в складі незалежної України.
15 вересня 2016 року шляхом об'єднання сільських територіальних громад, село увійшло до складу Чемеровецької селищної громади.
До адміністративної реформи 19 липня 2020 року село належало до Чемеровецького району, після його ліквідації, увійшло до складу Кам'янець-Подільського району.

## Населення
Населення становить 160 осіб на 2001 рік.

### Мова
У селі поширені західноподільська говірка та південноподільська говірка, що відносяться до подільського говору, який належить до південно-західного наріччя.
100 % населення вказало своєю рідною мовою українську мову за даними перепису 2001 року.

## Природоохоронні території
Село лежить у межах національного природного парку «Подільські Товтри».

## Світлини

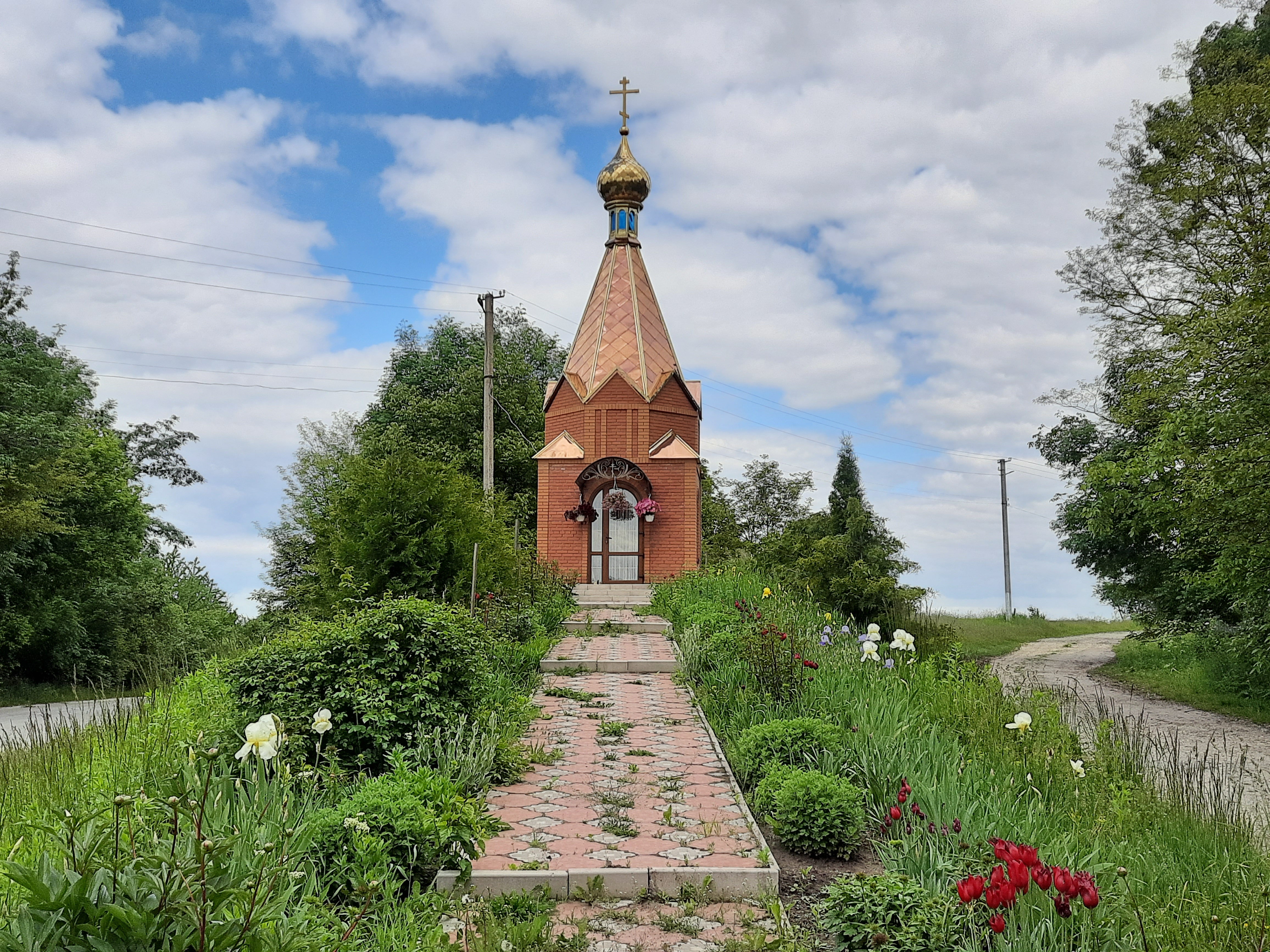
Придорожна капличка
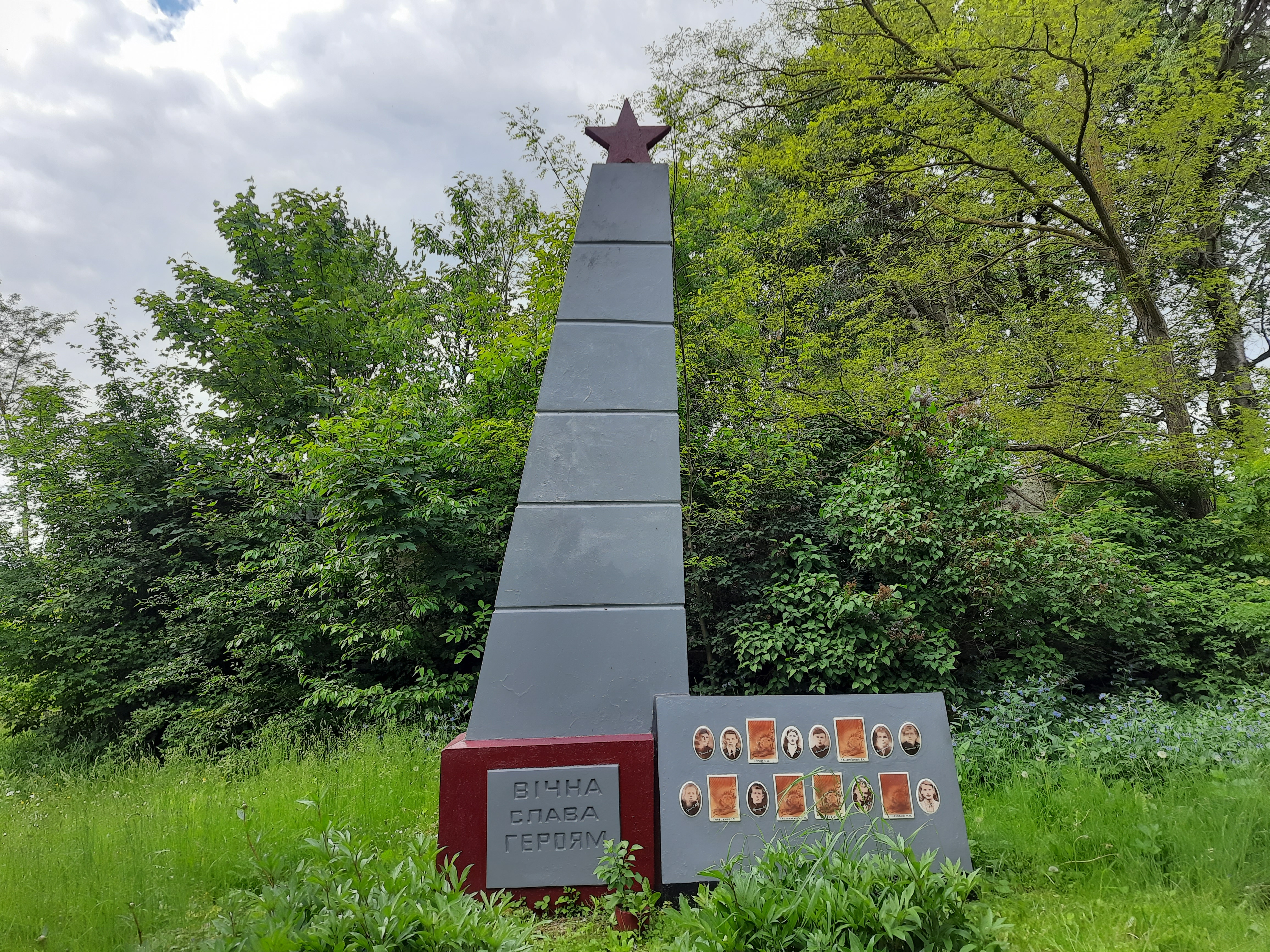
Пам'ятник загиблим односельцям
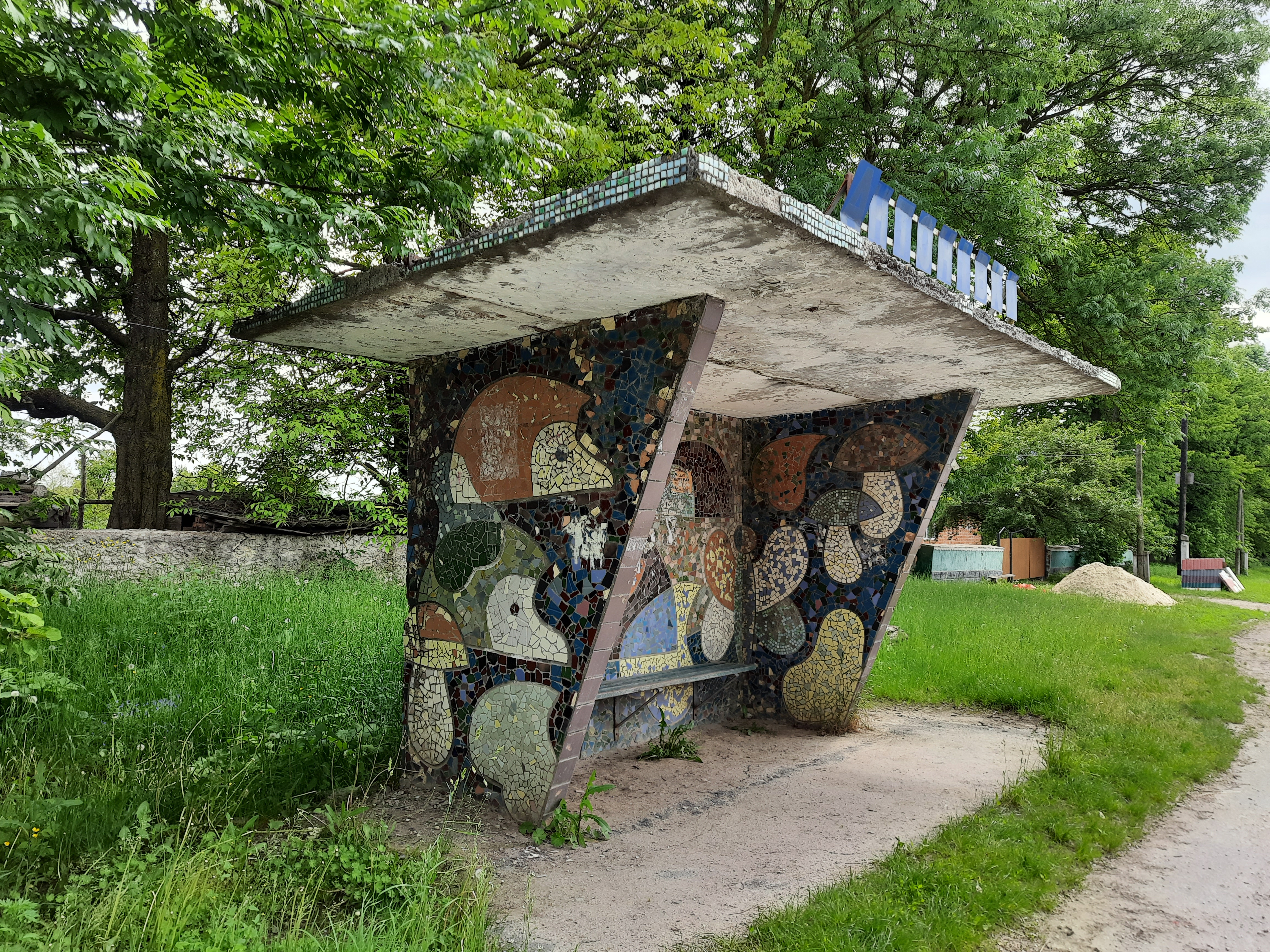
Автобусна зупинка